# اوبرپورینگ
اوبرپورینگ (به آلمانی: Oberpöring) یک شهر در آلمان است که در دگندورف واقع شده‌است.

## خصوصیات
اوبرپورینگ ۱۷٫۳۸ کیلومترمربع مساحت دارد ۳۴۹ متر بالاتر از سطح دریا واقع شده‌است.